# Sport- und Schwimmverein Jahn 2000 Regensburg 2021-2022
Questa voce raccoglie le informazioni riguardanti lo Sport- und Schwimmverein Jahn 2000 Regensburg nelle competizioni ufficiali della stagione 2021-2022.

## Stagione
Nella stagione 2021-2022 il Jahn Regensburg, allenato da Mersad Selimbegović, concluse il campionato di 2. Bundesliga al 15º posto. In Coppa di Germania il Jahn Regensburg fu eliminato al secondo turno dall'Hansa Rostock.

## Rosa
| N. |                          | Ruolo | Calciatore        |
| -- | ------------------------ | ----- | ----------------- |
| 1  | Germania (bandiera)      | P     | Alexander Meyer   |
| 4  | Germania (bandiera)      | D     | Jan-Niklas Beste  |
| 5  | Germania (bandiera)      | C     | Benedikt Gimber   |
| 6  | Germania (bandiera)      | D     | Benedikt Saller   |
| 7  | Germania (bandiera)      | C     | Max Besuschkow    |
| 8  | Germania (bandiera)      | A     | Aygün Yildirim    |
| 9  | Germania (bandiera)      | C     | Nicklas Shipnoski |
| 10 | Germania (bandiera)      | A     | Kaan Caliskaner   |
| 11 | Germania (bandiera)      | D     | Konrad Faber      |
| 13 | Germania (bandiera)      | D     | Erik Wekesser     |
| 14 | Germania (bandiera)      | A     | David Otto        |
| 15 | Nuova Zelanda (bandiera) | C     | Sarpreet Singh    |
| 18 | Germania (bandiera)      | C     | Christoph Moritz  |
| 19 | Danimarca (bandiera)     | A     | Andreas Albers    |

| N. |                        | Ruolo | Calciatore           |
| -- | ---------------------- | ----- | -------------------- |
| 20 | Germania (bandiera)    | D     | Leon Guwara          |
| 21 | Germania (bandiera)    | P     | Thorsten Kirschbaum  |
| 22 | Algeria (bandiera)     | C     | Carlo Boukhalfa      |
| 23 | Germania (bandiera)    | D     | Steve Breitkreuz     |
| 24 | Germania (bandiera)    | D     | Scott Kennedy        |
| 25 | Germania (bandiera)    | C     | Björn Zempelin       |
| 26 | Grecia (bandiera)      | A     | Charalambos Makridis |
| 27 | Paesi Bassi (bandiera) | A     | Joël Zwarts          |
| 28 | Germania (bandiera)    | D     | Sebastian Nachreiner |
| 30 | Germania (bandiera)    | P     | Kevin Kunz           |
| 31 | Germania (bandiera)    | C     | Lukas Schröder       |
| 32 | Germania (bandiera)    | P     | Alexander Weidinger  |
| 33 | Svizzera (bandiera)    | D     | Jan Elvedi           |
| 38 | Germania (bandiera)    | D     | Elias Herzig         |

## Organigramma societario
Area tecnica
- Allenatore: Mersad Selimbegović
- Allenatore in seconda: Thomas Barth, Sebastian Dreier, Jonas Maier, Markus Palionis
- Preparatore dei portieri: Ronny Zeiß
- Preparatori atletici:

## Calciomercato

### Sessione estiva
| Acquisti | Acquisti            | Acquisti         | Acquisti |
| R.       | Nome                | da               | Modalità |
| -------- | ------------------- | ---------------- | -------- |
| A        | Joël Zwarts         | Excelsior        |          |
| C        | Sarpreet Singh      | Bayern Monaco II |          |
| C        | Carlo Boukhalfa     | Friburgo         |          |
| D        | Steve Breitkreuz    | Erzgebirge Aue   |          |
| D        | Konrad Faber        | Friburgo II      |          |
| D        | Leon Guwara         | VVV-Venlo        |          |
| P        | Thorsten Kirschbaum | VVV-Venlo        |          |
| A        | Aygün Yildirim      | Verl             |          |

| Cessioni | Cessioni            | Cessioni          | Cessioni |
| R.       | Nome                | a                 | Modalità |
| -------- | ------------------- | ----------------- | -------- |
| D        | Tom Baack           | Verl              |          |
| D        | Florian Heister     | Viktoria Colonia  |          |
| A        | Aaron Opoku         | Amburgo           |          |
| D        | Markus Palionis     | Jahn Ratisbona II |          |
| A        | Jan-Marc Schneider  | PAS Giannina      |          |
| A        | Sebastian Stolze    | Hannover 96       |          |
| P        | Alexander Weidinger | Unterhaching      |          |
| C        | Björn Zempelin      | Jahn Ratisbona II |          |

### Sessione invernale
| Acquisti | Acquisti          | Acquisti           | Acquisti |
| R.       | Nome              | da                 | Modalità |
| -------- | ----------------- | ------------------ | -------- |
| C        | Nicklas Shipnoski | Fortuna Düsseldorf |          |

| Cessioni | Cessioni     | Cessioni         | Cessioni |
| R.       | Nome         | a                | Modalità |
| -------- | ------------ | ---------------- | -------- |
| A        | André Becker | Kickers Würzburg |          |
| A        | Jann George  | Erzgebirge Aue   |          |

## Risultati

### 2. Bundesliga

#### Girone di andata
| Arbitro: | Winter |

|  |           |                      |
|  | Marcatori | 21’ Singh 61’ Gimber |

| Arbitro: | Alt |

|                                      |           |  |
| Boukhalfa 34’ Kennedy 70’ Zwarts 81’ | Marcatori |  |

| Arbitro: | Lechner |

|  |           |                                |
|  | Marcatori | 20’ Besuschkow 40’, 58’ Gimber |

| Arbitro: | Fritz |

|                                            |           |             |
| Beste 8’ Breitkreuz 55’ Otto 73’ Singh 86’ | Marcatori | 81’ Terodde |

| Arbitro: | Waschitzki-Günther |

|                      |           |  |
| Burgstaller 74’, 89’ | Marcatori |  |

| Arbitro: | Schlager |

|                             |           |                            |
| Besuschkow 38’ Wekesser 53’ | Marcatori | 19’ Tempelmann 79’ Dovedan |

| Arbitro: | Osmers |

|             |           |                |
| Boženík 33’ | Marcatori | 18’ Besuschkow |

| Arbitro: | Brych |

|                                    |           |                       |
| Beste 7’ Besuschkow 11’ Albers 90’ | Marcatori | 52’ Kühn 87’ Bussmann |

| Arbitro: | Aytekin |

|                              |           |                         |
| Albers 56’ (rig.) Gimber 58’ | Marcatori | 14’ Wanitzek 51’ Thiede |

| Arbitro: | Kampka |

|            |           |             |
| Pröger 71’ | Marcatori | 2’ Makridis |

| Arbitro: | Waschitzki-Günther |

|                                    |           |          |
| Singh 16’ Boukhalfa 22’ Zwarts 90’ | Marcatori | 54’ Kerk |

| Arbitro: | Aarnink |

|  |           |                                              |
|  | Marcatori | 9’ Otto 63’ (rig.) Besuschkow 73’ Caliskaner |

| Arbitro: | Ittrich |

|                        |           |                              |
| Singh 34’ Makridis 90’ | Marcatori | 43’, 52’ Verhoek 49’ Behrens |

| Arbitro: | Hartmann |

|                                                   |           |           |
| Reis 31’ Alidou 45’ Kittel 65’ (rig.) Suhonen 87’ | Marcatori | 33’ Beste |

| Arbitro: | Koslowski |

|                                        |           |              |
| Saller 34’ Caliskaner 80’ Makridis 82’ | Marcatori | 47’ Daferner |

| Arbitro: | Winter |

|                                           |           |  |
| Kühlwetter 23’ Leipertz 77’ Schöppner 90’ | Marcatori |  |

| Arbitro: | Kampka |

|                         |           |                                        |
| Breitkreuz 5’ Singh 90’ | Marcatori | 39’ Bittencourt 59’ Friedl 89’ Ducksch |

#### Girone di ritorno
| Arbitro: | Gerach |

|  |           |                     |
|  | Marcatori | 70’ Karic 90’ Kempe |

| Arbitro: | Heft |

|  |           |                                         |
|  | Marcatori | 11’ Breitkreuz 33’ Guwara 52’ Boukhalfa |

| Arbitro: | Lechner |

|             |           |                             |
| Kennedy 12’ | Marcatori | 35’ Korb 59’ (rig.) Mühling |

| Arbitro: | Welz |

|                       |           |            |
| Terodde 63’ Thiaw 73’ | Marcatori | 32’ Albers |

| Arbitro: | Winter |

|                     |           |                                               |
| Albers 56’ Otto 73’ | Marcatori | 7’ Amenyido 11’ (rig.) Burgstaller 66’ Kyereh |

| Arbitro: | Petersen |

|                     |           |  |
| Köpke 35’ Duman 55’ | Marcatori |  |

| Ratisbona 27 febbraio 2022, ore 13:30 CET 24ª giornata | Jahn Ratisbona | 0 – 0 referto | Fortuna Düsseldorf | Jahnstadion Regensburg (6 319 spett.)\| Arbitro: \| Gerach \| |
| Arbitro:                                               | Gerach         |               |                    |                                                               |

| Arbitro: | Badstübner |

|           |           |  |
| Owusu 23’ | Marcatori |  |

| Arbitro: | Dingert |

|             |           |           |
| Hofmann 70’ | Marcatori | 31’ Beste |

| Arbitro: | Petersen |

|            |           |  |
| Albers 66’ | Marcatori |  |

| Arbitro: | Winter |

|            |           |            |
| Stolze 39’ | Marcatori | 23’ Albers |

| Arbitro: | Lechner |

|            |           |                   |
| Albers 56’ | Marcatori | 36’ (aut.) Guwara |

| Arbitro: | Braun |

|             |           |               |
| Verhoek 44’ | Marcatori | 59’ Shipnoski |

| Arbitro: | Gerach |

|                                 |           |                                                         |
| Boukhalfa 46’ Albers 89’ (rig.) | Marcatori | 23’ Muheim 66’ Suhonen 90’ Vagnoman 90’ (rig.) Kinsombi |

| Arbitro: | Stieler |

|              |           |            |
| Daferner 73’ | Marcatori | 88’ Albers |

| Arbitro: | Siewer |

|  |           |                     |
|  | Marcatori | 51’ Mainka 81’ Mohr |

| Arbitro: | Zwayer |

|                          |           |  |
| Füllkrug 10’ Ducksch 51’ | Marcatori |  |

### Coppa di Germania
| Arbitro: | Stegemann |

|  |           |                                     |
|  | Marcatori | 27’ Beste 31’ Albers 68’ Besuschkow |

| Arbitro: | Reichel |

|                                      |                      |                                 |
| Singh 71’ Zwarts 90’ Breitkreuz 101’ | Marcatori            | 9’ Riedel 56’ Mamba 120’ Breier |
| Wekesser Boukhalfa Albers Guwara     | Tiri di rigore 2 – 4 | Bahn Malone Behrens Breier      |

## Statistiche

### Statistiche di squadra
| Competizione      | Punti | In casa | In casa | In casa | In casa | In casa | In casa | In trasferta | In trasferta | In trasferta | In trasferta | In trasferta | In trasferta | Totale | Totale | Totale | Totale | Totale | Totale | DR |
| Competizione      | Punti | G       | V       | N       | P       | Gf      | Gs      | G            | V            | N            | P            | Gf           | Gs           | G      | V      | N      | P      | Gf     | Gs     | DR |
| ----------------- | ----- | ------- | ------- | ------- | ------- | ------- | ------- | ------------ | ------------ | ------------ | ------------ | ------------ | ------------ | ------ | ------ | ------ | ------ | ------ | ------ | -- |
| 2. Bundesliga     | 40    | 17      | 6       | 4       | 7       | 31      | 29      | 17           | 4            | 6            | 7            | 19           | 22           | 34     | 10     | 10     | 14     | 50     | 51     | -1 |
| Coppa di Germania | -     | 1       | 0       | 1       | 0       | 3       | 3       | 1            | 1            | 0            | 0            | 3            | 0            | 2      | 1      | 1      | 0      | 6      | 3      | +3 |
| Totale            | 40    | 18      | 6       | 5       | 7       | 34      | 32      | 18           | 5            | 6            | 7            | 22           | 22           | 36     | 11     | 11     | 14     | 56     | 54     | +2 |

### Andamento in campionato
| Giornata  | 1 | 2 | 3 | 4 | 5 | 6 | 7 | 8 | 9 | 10 | 11 | 12 | 13 | 14 | 15 | 16 | 17 | 18 | 19 | 20 | 21 | 22 | 23 | 24 | 25 | 26 | 27 | 28 | 29 | 30 | 31 | 32 | 33 | 34 |
| --------- | - | - | - | - | - | - | - | - | - | -- | -- | -- | -- | -- | -- | -- | -- | -- | -- | -- | -- | -- | -- | -- | -- | -- | -- | -- | -- | -- | -- | -- | -- | -- |
| Luogo     | T | C | T | C | T | C | T | C | C | T  | C  | T  | C  | T  | C  | T  | C  | C  | T  | C  | T  | C  | T  | C  | T  | T  | C  | T  | C  | T  | C  | T  | C  | T  |
| Risultato | V | V | V | V | P | N | N | V | N | N  | V  | V  | P  | P  | V  | P  | P  | P  | V  | P  | P  | P  | P  | N  | P  | N  | V  | N  | N  | N  | P  | N  | P  | P  |
| Posizione | 5 | 2 | 1 | 1 | 1 | 1 | 2 | 1 | 2 | 2  | 2  | 2  | 2  | 4  | 3  | 3  | 5  | 8  | 7  | 8  | 9  | 9  | 10 | 10 | 10 | 10 | 10 | 10 | 10 | 9  | 10 | 11 | 13 | 15 |

Legenda:

Luogo: C = Casa; T = Trasferta. Risultato: V = Vittoria; N = Pareggio; P = Sconfitta.

### Statistiche dei giocatori
| Giocatore     | 2. Bundesliga | 2. Bundesliga | 2. Bundesliga | 2. Bundesliga | Coppa di Germania | Coppa di Germania | Coppa di Germania | Coppa di Germania | Totale   | Totale | Totale      | Totale     |
| Giocatore     | Presenze      | Reti          | Ammonizioni   | Espulsioni    | Presenze          | Reti              | Ammonizioni       | Espulsioni        | Presenze | Reti   | Ammonizioni | Espulsioni |
| ------------- | ------------- | ------------- | ------------- | ------------- | ----------------- | ----------------- | ----------------- | ----------------- | -------- | ------ | ----------- | ---------- |
| A. Albers     | 32            | 9             | 3             | 0             | 2                 | 1                 | 0                 | 0                 | 34       | 10     | 3           | 0          |
| A. Becker     | 2             | 0             | 0             | 0             | 0                 | 0                 | 0                 | 0                 | 2        | 0      | 0           | 0          |
| J. Beste      | 26            | 4             | 6             | 0             | 2                 | 1                 | 1                 | 0                 | 28       | 5      | 7           | 0          |
| M. Besuschkow | 33            | 5             | 3             | 0             | 2                 | 1                 | 1                 | 0                 | 35       | 6      | 4           | 0          |
| C. Boukhalfa  | 31            | 4             | 4             | 1             | 2                 | 0                 | 0                 | 0                 | 33       | 4      | 4           | 1          |
| S. Breitkreuz | 29            | 3             | 6             | 0             | 2                 | 1                 | 0                 | 0                 | 31       | 4      | 6           | 0          |
| K. Caliskaner | 17            | 2             | 1             | 0             | 1                 | 0                 | 0                 | 0                 | 18       | 2      | 1           | 0          |
| J. Elvedi     | 22            | 0             | 1             | 0             | 0                 | 0                 | 0                 | 0                 | 22       | 0      | 1           | 0          |
| K. Faber      | 27            | 0             | 0             | 0             | 2                 | 0                 | 0                 | 0                 | 29       | 0      | 0           | 0          |
| J. George     | 3             | 0             | 0             | 0             | 1                 | 0                 | 0                 | 0                 | 4        | 0      | 0           | 0          |
| B. Gimber     | 30            | 4             | 13            | 0             | 2                 | 0                 | 1                 | 0                 | 32       | 4      | 14          | 0          |
| L. Guwara     | 18            | 1             | 1             | 0             | 1                 | 0                 | 0                 | 0                 | 19       | 1      | 1           | 0          |
| E. Herzig     | 0             | 0             | 0             | 0             | 0                 | 0                 | 0                 | 0                 | 0        | 0      | 0           | 0          |
| S. Kennedy    | 24            | 2             | 1             | 0             | 1                 | 0                 | 0                 | 0                 | 25       | 2      | 1           | 0          |
| T. Kirschbaum | 3             | 0             | 0             | 0             | 0                 | 0                 | 0                 | 0                 | 3        | 0      | 0           | 0          |
| K. Kunz       | 0             | 0             | 0             | 0             | 0                 | 0                 | 0                 | 0                 | 0        | 0      | 0           | 0          |
| C. Makridis   | 26            | 3             | 1             | 0             | 1                 | 0                 | 0                 | 0                 | 27       | 3      | 1           | 0          |
| A. Meyer      | 30            | 0             | 1             | 0             | 2                 | 0                 | 0                 | 0                 | 32       | 0      | 1           | 0          |
| C. Moritz     | 4             | 0             | 1             | 0             | 0                 | 0                 | 0                 | 0                 | 4        | 0      | 1           | 0          |
| S. Nachreiner | 10            | 0             | 1             | 0             | 2                 | 0                 | 0                 | 0                 | 12       | 0      | 1           | 0          |
| D. Otto       | 20            | 3             | 1             | 1             | 2                 | 0                 | 1                 | 0                 | 22       | 3      | 2           | 1          |
| B. Saller     | 30            | 1             | 9             | 0             | 1                 | 0                 | 0                 | 0                 | 31       | 1      | 9           | 0          |
| L. Schröder   | 0             | 0             | 0             | 0             | 0                 | 0                 | 0                 | 0                 | 0        | 0      | 0           | 0          |
| N. Shipnoski  | 12            | 1             | 0             | 0             | 0                 | 0                 | 0                 | 0                 | 12       | 1      | 0           | 0          |
| S. Singh      | 25            | 5             | 5             | 0             | 2                 | 1                 | 0                 | 0                 | 27       | 6      | 5           | 0          |
| A. Weidinger  | 1             | 0             | 0             | 0             | 0                 | 0                 | 0                 | 0                 | 1        | 0      | 0           | 0          |
| E. Wekesser   | 31            | 1             | 7             | 0             | 2                 | 0                 | 1                 | 0                 | 33       | 1      | 8           | 0          |
| A. Yildirim   | 16            | 0             | 2             | 0             | 0                 | 0                 | 0                 | 0                 | 16       | 0      | 2           | 0          |
| B. Zempelin   | 2             | 0             | 0             | 0             | 0                 | 0                 | 0                 | 0                 | 2        | 0      | 0           | 0          |
| J. Zwarts     | 24            | 2             | 0             | 0             | 2                 | 1                 | 0                 | 0                 | 26       | 3      | 0           | 0          |